# Anna Bergman
Anna Bergman (født 5. maj 1948 i Göteborg) er en svensk skuespillerinde, der hovedsageligt var aktiv i erotikfilm. Disse inkluderede blandt andet de danske film Agent 69 Jensen i Skorpionens tegn (1977) og Agent 69 Jensen i Skyttens tegn (1978).

## Privatliv
Anna Bergman er datter af filminstruktøren Ingmar Bergman (1918-2007) og hans anden hustru Ellen Lundström (1919-2007). Hun er tvillingesøster til skuespilleren Mats Bergman og hendes storesøster er Eva Bergman (født 1945). Hun havde derudover en storbror, instruktøren Jan Bergman (1946-2000) samt tre halvsøskende. I 1982 optrådte Anna i sin fars film Fanny og Alexander.
Anna Bergmans forældre blev skilt da hun var to år gammel, hvilket senere inspirerede titlen til hendes selvbiografi Ikke fars pige fra 1988. Bogen blev skrevet i samarbejde med Gun Årestad.
Anna Bergman var tidligere gift med Peter Brown, en politibetjent fra London, som hun fik en søn med.

## Filmografi
- Penelope smider kludene (1974)
- En taxi-chaufførs muntre oplevelser (1975)
- Intimate Games (1976)
- Queen Kong (1976, ukrediteret)
- Come Play with Me (1977)
- Agent 69 Jensen i Skorpionens tegn (1977)
- What's Up Superdoc! (1978)
- De vilde gæs (1978)
- Agent 69 Jensen i Skyttens tegn (1978)
- Mind Your Language (tv-serie, 1978-1986)
- Licensed to Love and Kill  (1979)
- Ondskabens hotel (1980, ukrediteret)
- Paradiso Blu (1980)
- Fanny og Alexander (1982)
- Nutcracker (1982)
- Keep It in the Family (tv-serie, 1983)
- Dutch Girls (tv-film, 1985)
- The Little and Large Show (tv-serie, 1987)
- Avalon (1990)